# Cambarus friaufi
Cambarus friaufi är en kräftdjursart som beskrevs av Hobbs 1953. Cambarus friaufi ingår i släktet Cambarus och familjen Cambaridae. IUCN kategoriserar arten globalt som livskraftig. Inga underarter finns listade i Catalogue of Life.